# Deepwater Horizon
Die Deepwater Horizon war eine Bohrplattform für die Erdölexploration im Golf von Mexiko. Die Firma Transocean stellte sie 2001 in Dienst und betrieb sie im Auftrag des Leasingnehmers BP, um damit Ölbohrungen in rund 1500 Meter tiefen Gewässern durchzuführen.
Am 20. April 2010 kam es infolge verschiedener schwerer Versäumnisse zu einem Blowout, bei dem die Plattform in Brand geriet und infolgedessen zwei Tage später unterging. Elf Arbeiter kamen ums Leben. Ihre Leichen wurden nie gefunden.
87 Tage lang strömten etwa 800 Millionen Liter Öl ins Meer, was zur Ölpest im Golf von Mexiko führte, der schwersten Umweltkatastrophe dieser Art in der Geschichte. Ähnlich große Rohölmengen waren im Jahr 1979/80 beim Blowout der Ixtoc-I-Bohrung ausgetreten. Seit dem 16. Juli 2010 ist der Ölausfluss mit einem temporären Verschluss gestoppt. Am 19. September 2010 erklärte Thad Allen, Sonderbeauftragter der US-Regierung, die Quelle offiziell für „tot“.
Die vom US-Justizministerium infolge der Ölpest dem BP-Konzern im Deepwater-Prozess auferlegte Strafe von 4,5 Mrd. US-Dollar ist die höchste jemals verhängte Strafe für ein Umweltdelikt. Zusätzlich hat BP für die Bewältigung der Folgekosten der Ölpest 38,1 Mrd. Dollar Rückstellungen gebildet (Stand November 2012), 14 Mrd. Dollar wurden bereits ausgezahlt.

## Geschichte und Beschreibung
| \| Deepwater Horizon \| |
| Deepwater Horizon       |

Ursprünglich für R&B Falcon entworfen, begann der Bau der Deepwater Horizon im Dezember 1998 in der Werft von Hyundai Heavy Industries in Ulsan, Südkorea. Die Bohrplattform wurde im Februar 2001 in Dienst gestellt, nachdem R&B Falcon bereits von Transocean übernommen worden war. Eigentümer der Deepwater Horizon war Transocean. BP schloss für die Anlage einen Leasingvertrag mit einer Laufzeit bis September 2013 ab.
Die Explorations-Plattform war eine dynamisch positionierte Halbtaucherkonstruktion, sie ruhte also auf teilweise in das Meer eingetauchten Säulen, die von unter Wasser befindlichen Auftriebskörpern getragen wurden.
2002 wurde die Bohreinheit mit einem e-drill genannten Überwachungssystem aufgerüstet, das in Houston stationierten Technikern die Fernwartung der Plattform ermöglichte.
Von der Deepwater Horizon wurde am 2. September 2009 im Tiber-Ölfeld in einer Meerestiefe von 1250 Metern die bisher weltweit tiefste Bohrung ihrer Art bis in eine Tiefe von 10.685 Meter getrieben.

## Unfall und Ölpest
Seit Februar 2010 bohrte die Ölbohrplattform 84 Kilometer südöstlich von Venice, Louisiana das Macondo-Ölfeld an, um es zu erkunden. Die Kosten für diese Bohrung waren ursprünglich auf 96,2 Mio. Dollar budgetiert worden, jedoch befand man sich in mehrwöchigem zeitlichen Verzug; jeder Bohrtag kostete BP 533.000 Dollar Leasinggebühr für die Bohrinsel zuzüglich weiterer 500.000 Dollar für Verbrauchsmaterial und Dienstleistungen.
Am 20. April 2010 ereignete sich um ca. 22 Uhr US Central Standard Time auf der Deepwater Horizon eine Explosion, der ein Brand folgte. Die eingesetzten Feuerlöschboote konnten die Bohrinsel nicht retten, so dass die Plattform am 22. April 2010 sank. 115 Arbeiter konnten gerettet werden, elf wurden vermutlich unmittelbar durch die Explosion getötet. Der Senat der Vereinigten Staaten hielt am 11. Mai 2010 eine Anhörung ab, in deren Verlauf sich die Vertreter der beteiligten Firmen BP America, Transocean und Halliburton gegenseitig für die Katastrophe verantwortlich machten. Eine vom US-Kongress beauftragte Untersuchung führte zu dem Ergebnis, dass eine Vielzahl menschlicher und technischer Fehler zum Untergang der Bohrinsel beigetragen hatten.
Im Verlauf der Untersuchungen zum Unglück wurde bekannt, dass die nationale Aufsichtsbehörde Bureau of Ocean Energy Management, Regulation and Enforcement (noch unter dem Namen Minerals Management Service) auf die Ausarbeitung eines früher vorgeschriebenen Notfallplans für Unfälle bei vielen Plattformen im Golf von Mexiko verzichtet hatte. Zur Begründung wurde angegeben, dass ein großer Ölunfall unwahrscheinlich bis unmöglich sei und sich die Bohrinsel ohnehin weit genug im Meer befinde, so dass selbst im Falle einer Ölpest Küstenregionen nicht betroffen wären.
Während der Bohrung hatte es eine ungewöhnlich hohe Zahl von Erdgaseinbrüchen („kicks“) in die Bohrung gegeben. Wenige Wochen vor dem Unglück drang so viel Erdgas in das Bohrloch, dass an Deck der Bohrplattform ein Notstopp aller potentiell feuergefährlichen Aktivitäten verhängt werden musste. In den Folgewochen kam es immer wieder zu heftigen Gaseinbrüchen. Das Risiko durch Erdgaseinbrüche in Zusammenhang mit diesem Bohrvorhaben war von BP ein Jahr zuvor als vernachlässigbar bezeichnet worden, obgleich seitens der zuständigen Behörde deutlich vor solchen gewarnt worden war.

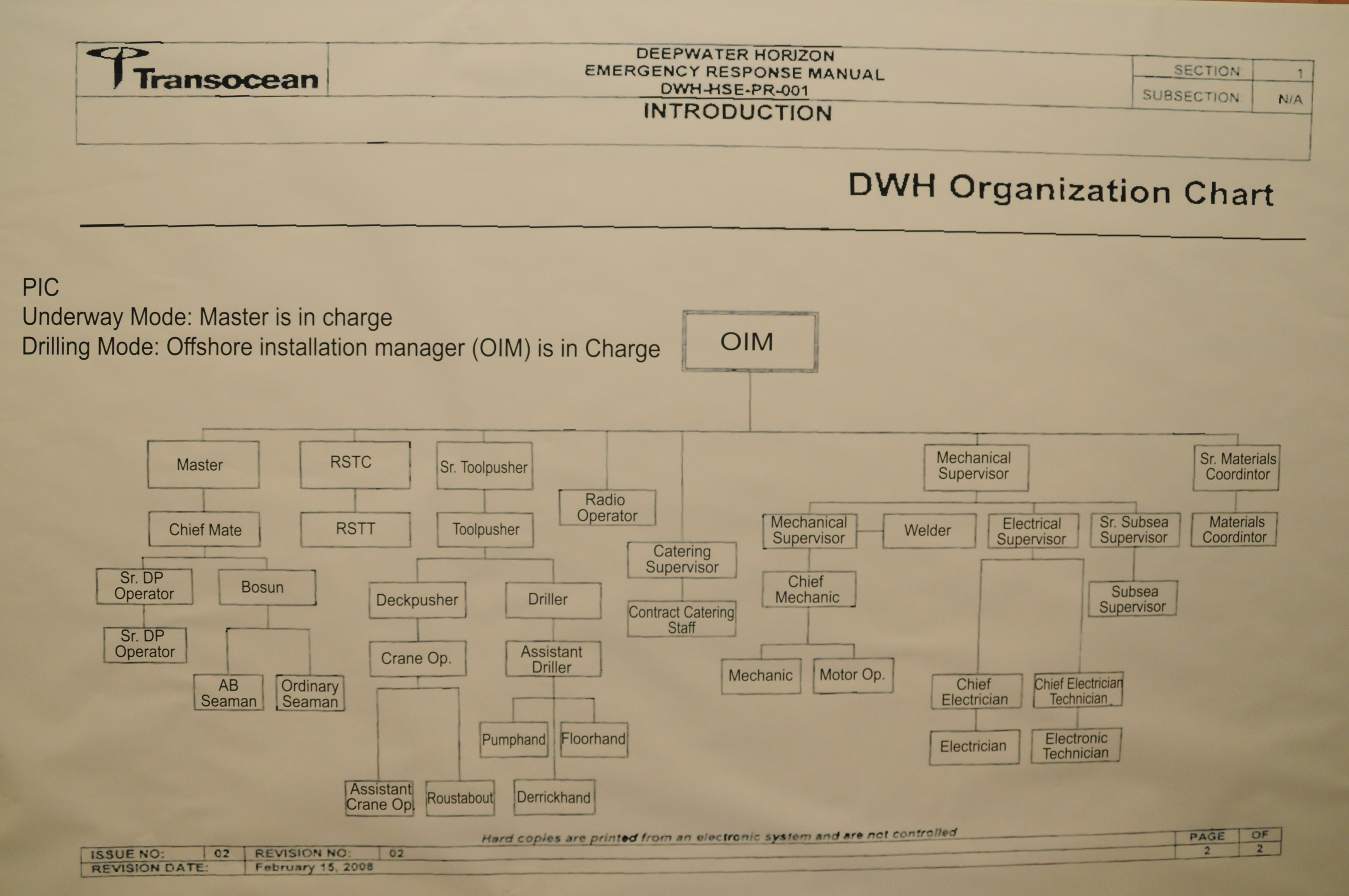
Notfall-Organisationsplan von Transocean vom 15. Februar 2008

### Unfallhergang
Zum Unglückszeitpunkt befand sich die Bohrinsel an Position 29° N, 88° W in 1500 m tiefem Wasser und hatte eine 5500 m tief in den Boden reichende Bohrung fast fertiggestellt. Wenige Stunden vor dem Unfall war die Rohrtour von der Firma Halliburton durch Eingießen von Spezialzement in den Ringraum befestigt und gesichert worden. Da die Deepwater Horizon eine Explorationsbohrplattform, aber keine Förderplattform war, sollte die fertiggestellte Bohrung damit versiegelt werden. Das Öl sollte später von einer anderen Plattform gefördert werden.
Infolge eines starken Druckanstiegs im Bohrloch des Mississippi Canyon Block 252 kam es jedoch zu einem Blowout: Eine Fontäne von Bohrschlamm, Gas und Öl trat aus. Das in großer Menge und unter hohem Druck ausströmende Erdgas entzündete sich und führte zum Brand der Bohrplattform. Die für diesen Fall vorgesehene Schutzvorrichtung direkt am Meeresboden, das mehrfach redundant konzipierte zentrale Ventilsystem (Blowout-Preventer, kurz: BOP), wurde zwar betätigt, funktionierte jedoch nicht. Die manuelle Notauslösung des BOP, BOP-EDS Emergency Disconnect Function genannt, die den BOP verschließen und die Bohrinsel vom Bohrloch trennen sollte, wurde erst 7 Minuten nach dem Blowout betätigt, funktionierte jedoch ebenso nicht.
Verschärfend für die Auswirkungen des Unglücks war, dass die Dieselgeneratoren der Plattform das ausströmende Gas ansaugten. Dadurch erhöhte sich deren Leistung und Drehzahl unabhängig von der Kraftstoffzufuhr – der damit verbundene Spannungsanstieg führte zur Zerstörung von Teilen der Elektrik der Bohrplattform. Unmittelbar im Anschluss explodierten die Generatoren reihenweise; Personal wurde verletzt, da die Sicherheitstüren der Generatorräume herausgerissen wurden. Die CO2-Löscheinrichtungen lösten aus, was aber infolge des Lüftungsausfalls die Luft in Teilbereichen der Plattform erstickend werden ließ. Es wurde versucht, den Bereitschaftsgenerator zu starten, um Strom für Feuerlöschpumpen und Druckluft zum Starten der Hauptmotoren zu erhalten. Nach zehn bis fünfzehn Minuten wurde der Versuch erfolglos abgebrochen.

### Versagen des Blowout-Preventers
Der eingesetzte 15 Meter hohe und 450 Tonnen schwere Blowout-Preventer (BOP), der im Notfall das Ausströmen von Öl und Gas stoppen sollte, wies mehrere Mängel auf:
- Das Dichtgummi des Annular BOP, eines speziellen BOP-Typs, war etwa vier Wochen vor dem Unglück beschädigt worden, als ein Arbeiter bei geschlossener Dichtung versehentlich einen Steuerhebel berührte und damit das Rohrgestänge um etwa fünf Meter verfuhr. Im Anschluss befanden sich mehrere Handvoll Gummistücke in der Bohrflüssigkeit. Dieser Vorfall wurde zum Erstaunen des Chefelektrikers von einem verantwortlichen Mitarbeiter als ungefährlich eingestuft.
- Die Batterien mindestens einer Steuerungseinheit des BOP waren leer. Leere Batterien in beiden Steuereinheiten – zusammen mit einem Konstruktionsfehler – könnten die Ursachen dafür gewesen sein, dass die Totmanneinrichtung des BOP versagte.[21][22]
- Ein Druckstempel war nur in einer nicht funktionierenden Testversion eingebaut.
- Es gab ein signifikantes Leck in der Hydraulik durch eine um mehrere Umdrehungen gelockerte Schraubverbindung.[23]
- Entgegen weltweit verbreiteter Standards fehlte eine zusätzliche Fern- und Automatikauslösung.[11][24]

Als BP nach dem Unfall von Transocean technische Zeichnungen des verwendeten BOP anforderte, stellte man fest, dass diese nicht zu dem verbauten BOP passten, da dieser offenbar stark modifiziert worden war. Außerdem wurde klar, dass der BOP zwar den Rohrkörper zerschneiden kann, jedoch zu schwach ist, auch Verbindungsstücke zu durchtrennen, die aber ca. 10 % der gesamten Verrohrung ausmachen.
Die Firma Transocean analysierte im Jahr 2001 den auf der Deepwater Horizon verwendeten BOP der Firma Cameron. In der Zusammenfassung dieser Analyse werden 260 Fehlerfälle aufgelistet, die zum Versagen des BOP führen können. Der Vorsitzende der Untersuchungskommission des Committee on Energy and Commerce, Bart Stupak, fragte daher in der Untersuchung vom 12. Mai 2010: „Wie kann eine Vorrichtung als Fail-Safe angesehen werden, die 260 Möglichkeiten bietet zu versagen?“

### Vorwürfe gegenüber BP
BP wird vorgeworfen, wissentlich eine Reihe schwerer Fehler gemacht zu haben. Abgeordnete des Repräsentantenhauses warfen BP fünf fragwürdige Entscheidungen vor:
1. Trotz einer internen Studie, die eine doppelwandige Verkleidung des Bohrlochs (eine sog. Liner-Konstruktion[26]) empfahl, entschieden sich BP-Manager für eine einfache Ausführung.
2. Entgegen einer Richtlinie des American Petroleum Institute wurde der Bohrschlamm vor der Zementierung der Verkleidung nicht wenigstens einmal komplett zirkuliert. Dies ist notwendig, um Gas und Gesteinsbrocken zu erkennen.
3. Entgegen eindeutigen Berechnungen der Firma Halliburton wurden von BP zur Vorbereitung der Zementierung nur 6 Zentrierhülsen angebracht statt empfohlener 21.
4. Ein Test der Zementschicht durch Angestellte der Firma Halliburton wurde von BP abgesagt; die Fachleute, die sich bereits auf der Plattform befanden, wurden von BP wieder weggeschickt.
5. Am oberen Ende des Bohrlochs wurde auf Befestigungselemente für das Auskleidungsrohr verzichtet.

Nach Einschätzung von Dr. Smith, der vom Untersuchungsausschuss mit der Analyse der aufgezeichneten Druckschreiberdaten als Gutachter beauftragt wurde, waren vier Belastungstests der Bohrung am Abend des Unglücks mangelhaft ausgefallen. Dennoch erklärte BP die Befestigungsarbeiten für abgeschlossen. Ebenso wurden Druckanstiege, die einen unmittelbar bevorstehenden Blowout ankündigten, missinterpretiert bzw. ignoriert.
Das Alarmsystem (dreizügig: Feuer, giftige Gase, explosive Gase detektierend, mit optischem und akustischem Alarm) war in einen Unterdrückungsmodus („inhibit mode“) versetzt. Obgleich die Sensoren fortlaufend Alarm gaben, waren sie im Steuerrechner also auf unterdrücken gesetzt. Dadurch wurde weder optischer noch akustischer Alarm ausgelöst. Auf mehrfache Intervention des Chefelektrikers wurde dieser Zustand auf Anordnung eines Vorgesetzten jedoch mit der Begründung beibehalten, die Besatzung nicht um 3 Uhr durch Fehlalarm aufschrecken zu wollen.
Beide BOP-Steuerungspulte („control panels“) am Bohrführerplatz waren seit Jahren wegen eines defekten Druckregelventils inaktiv bzw. überbrückt („bypass mode“), konnten aber durch einen Trick des Chefelektronikers wieder in Automatikbetrieb gebracht werden. Sein Angebot, einen erneuten Ausfall am Unglückstag in wenigen Minuten beheben zu können, wurde mit dem Kommentar ausgeschlagen, die gesamte Flotte betreibe diese Steuerungspulte im Bypass-Betrieb – darauf komme es auch nicht an.
Daneben bestand – entgegen dem ausdrücklichen Wunsch mehrerer Transocean-Mitarbeiter und der üblichen Praxis – ein BP-Manager darauf, vor der Erstellung einer zweiten Versiegelung mittels eines Zementstopfens den schützenden schweren Bohrschlamm gegen Meerwasser zu tauschen. Ein Sicherheitsexperte, der in der TV-Sendung 60 Minutes gefragt wurde, ob der Unfall geschehen wäre, wenn man den Bohrschlamm im Loch belassen hätte, meinte: „Es sieht nicht danach aus.“
Diese Entscheidungen waren offenbar durch finanzielle Einsparungen motiviert. Außerdem wirft der Untersuchungsausschuss dem Unternehmen vor, eine falsche Sicherheitsstrategie verfolgt zu haben. Das Sicherheitsmanagement setze nicht bei sicheren Prozessen an, sondern beim Arbeitsschutz für einzelne Personen. Das führte beispielsweise dazu, dass die Belastungstests falsch interpretiert wurden, da es für Durchführung und Interpretation der Ergebnisse keine Arbeitsanweisungen gab.
Die Bohrgenehmigung wurde vorbehaltlich der Verfügbarkeit von Vorrichtungen erteilt, mit denen ein Ölleck im Falle eines Unfalles verschlossen werden kann. Wie der damalige BP-Chef Tony Hayward einräumen musste, verfügte BP jedoch nicht über eine entsprechende Ausrüstung.

### Vorwürfe gegen Halliburton
Halliburton gestand laut Pressemitteilung des US-Justizministeriums vom 25. Juli 2013 ein, nach der Katastrophe auf der Ölplattform Deepwater Horizon 2010 Beweise vernichtet zu haben.
Halliburton, das an den Bohrarbeiten auf der Plattform beteiligt war, habe zugesagt, bei einem geplanten Verfahren auf schuldig zu plädieren. Der Konzern werde eine Strafe von 200.000 Dollar sowie eine dreijährige Bewährungszeit akzeptieren und weiterhin mit den Ermittlern zusammenarbeiten. Halliburton habe außerdem freiwillig 55 Millionen Dollar an die National Fish and Wildlife Foundation gezahlt.

### Ölpest
Nach dem Untergang strömte das Öl an mehreren Stellen aus dem abgeknickten Steigrohr. Verschiedene Gegenmaßnahmen (Chemikalieneinsatz, Abbrennen des Öls an der Wasseroberfläche) konnten die Ausbreitung eines Ölteppichs nicht unterbinden, sodass am 29. April 2010 das Öl erstmals auf die US-Küste traf. Dadurch waren neben Meeresfauna und -flora im Golf von Mexiko u. a. auch das Flussdelta des Mississippi von einer Ölpest betroffen. Ebenso hatte, den am 19. Mai 2010 veröffentlichten Bildern des Envisat-Satelliten nach zu urteilen, das Öl möglicherweise den Loop Current (Schleifenstrom) erreicht. In einer Tiefe von 1100 Metern wurde Ende Juni eine 35 km lange Schadstoffwolke monoaromatischer Erdölkohlenwasserstoffe (Querschnitt etwa 400.000 Quadratmeter) festgestellt, die keine Anzeichen bakterieller Zersetzung zeigte.

### Bemerkenswertes
Transocean, der Eigentümer der Ölplattform, zahlte einer Reihe ihrer Führungskräfte Anfang 2011 mehrere Millionen Dollar an Prämien aus. Damit wurde honoriert, dass im Jahr 2010 die geringste Zahl an Unfällen seit Gründung des Unternehmens auftrat. Gemessen wurde dies an der Anzahl und dem möglichen Schweregrad der Unfälle (Originaltext: “potential severity rate”). Der CEO von Transocean, Steven L. Newman, erhielt allein über 4 Millionen $ in Form von Aktienoptionen und Aktien.

## Mediale Rezeption
Im April 2015 begannen unter Regisseur Peter Berg die Dreharbeiten zum Spielfilm Deepwater Horizon, der am 24. November 2016 in die deutschen Kinos kam und in großen Teilen die Geschehnisse vom 20. April 2010 effektvoll nach Art eines Actionthrillers erzählt. Werner Boote und Kathrin Hartmann zeigen in ihrem Film Die grüne Lüge (2018), dass auch Jahre nach Beendigung der Aufräumarbeiten noch giftige Teerklumpen an den Stränden zu finden sind, deren Ursprung nachweislich auf die Katastrophe 2010 zurückgeht.

## Rundfunkberichte
- Monika Seynsche: Fünf Jahre nach Deepwater-Horizon-Explosion – Die langen Schatten des Öls, Deutschlandfunk – „Wissenschaft im Brennpunkt“ vom 19. April 2015